# James Stewart, 4. Duke of Lennox

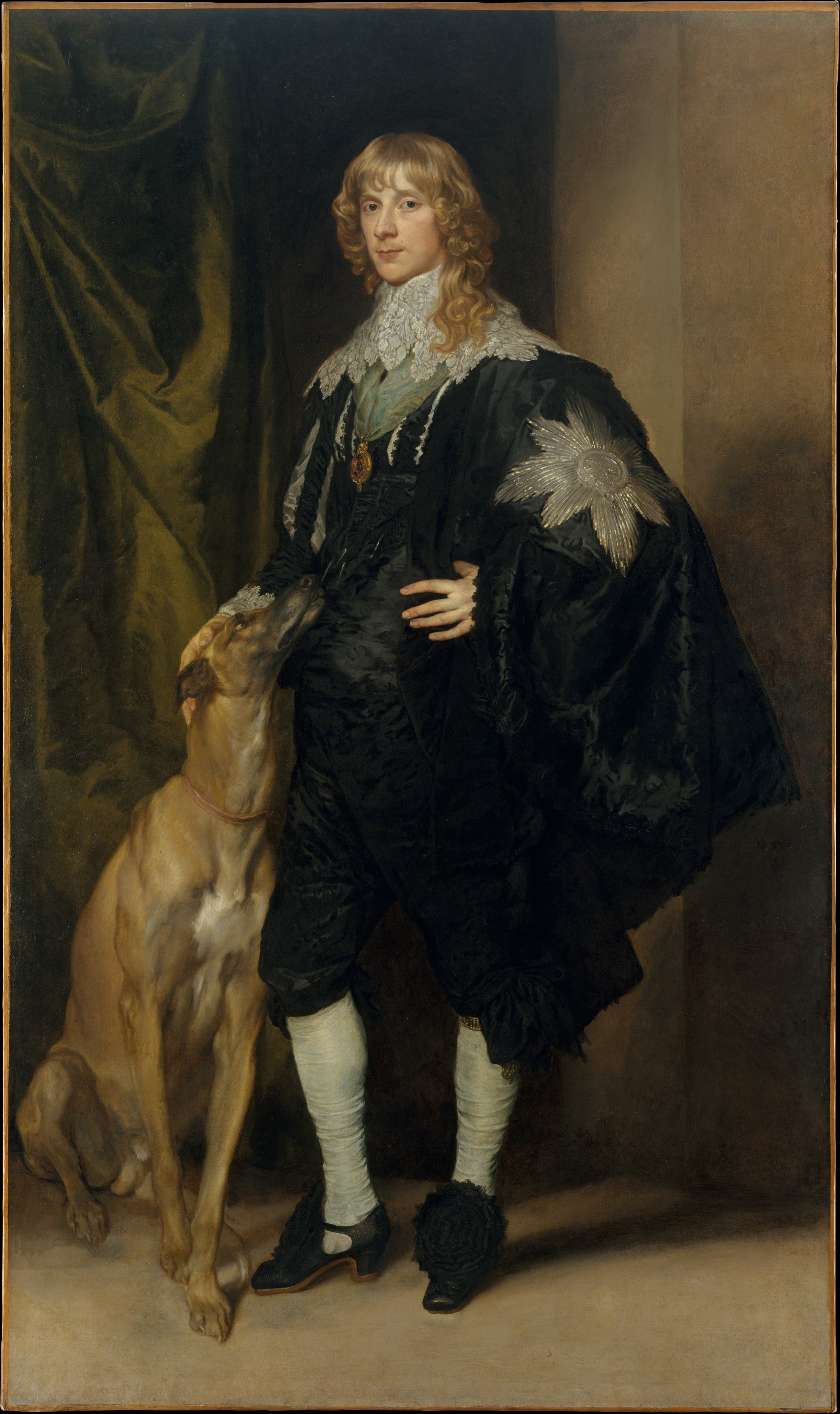
Anthony van Dyck: James Stewart, 4. Duke of Lennox

James Stewart, 4. Duke of Lennox, 1. Duke of Richmond KG (* 6. April 1612 in London; † 30. März 1655), war ein schottischer Adliger aus der Familie Stewart.

## Leben
James war der älteste Sohn des Esmé Stewart, 3. Duke of Lennox, aus dessen Ehe mit Katherine Clifton, 2. Baroness Clifton. Er war noch minderjährig, als er beim Tod seines Vaters 1624 dessen schottische Adelstitel als 4. Duke of Lennox, 4. Earl of Lennox und 4. Earl of Darnley, dessen englische Adelstitel als 2. Earl of March und 2. Baron Stuart of Leighton Bromswold, sowie das Kronamt des Great Chamberlain of Scotland erbte. Unter König Karl I. wurde er 1625 Gentleman of the Bedchamber. 1626 erhielt er auch das Kronamt des Lord High Admiral of Scotland. 1630 wurde er zum Knight Bachelor geschlagen. Als er 1633 volljährig wurde, wurde er ins englische Privy Council, sowie als Knight Companion in den Hosenbandorden aufgenommen. Vier Jahre später erbte er beim Tod seiner Mutter deren englischen Adelstitel als 3. Baron Clifton. 1638 erhielt er das Amt des Verwalters von Richmond Park. Von 1640 bis 1642 bekleidete er das Amt des Lord Warden of the Cinque Ports. 1641 wurde er auch ins schottische Privy Council aufgenommen und erhielt das Amt des Lord Steward of the Household. 1645 wurde er Vorsitzender des Rats des Prince of Wales. 1641 wurde James der englische Titel Duke of Richmond verliehen. Der Titel war schon seinem Onkel Ludovic verliehen worden, mit dessen Tod aber wieder erloschen. Während des englischen Bürgerkriegs kämpfte James auf Seiten der Royalisten. Er wurde in der Westminster Abbey bestattet.
Der Duke heiratete 1637 Lady Mary Villiers (1622–1685), Tochter des George Villiers, 1. Duke of Buckingham, mit der er zwei Kinder hatte:
- Esmé Stewart, 5. Duke of Lennox, 2. Duke of Richmond, 4. Baron Clifton (1649–1660);
- Mary Stewart, 5. Baroness Clifton (1651–1668), ⚭ 1667 Richard Butler, 1. Earl of Arran.